# Maria Cosway
Maria Cosway, född 11 juni 1760 i Florens, död 5 januari 1838 i Lodi, var en engelsk-italiensk konstnär och pedagog.

## Liv
Cosway verkade i London och Paris, där hon umgicks med en stor krets vänner och kunder tillsammans med sin man, konstnären Robert Conway. Hon komponerade och framförde även musik. I Paris hade hon ett kort romantiskt engagemang med Thomas Jefferson. De brevväxlade sedan ända till hans död 1826. 
Cosway grundade och ledde en flickskola i Paris 1803–1809 och sedan en katolsk flickskola i Lodi till sin död. 

## Verk
Under sin livstid ställde Cosway ut på Royal Academy of Arts i London. Hennes verk finns idag i British Museum, New York Public Library och British Library. 